# Steve Susskind
Steve Susskind (Springfield, Massachusetts, 3 de outubro de 1942 — Sunland, Califórnia, 21 de janeiro de 2005) foi um ator estadunidense que participou de inúmeros sitcoms, entre eles Frasier, Scrubs e NewsRadio.
Susskind atuou também como dublador em diversos filmes. Estrelou em Friday the 13th Part 3, Star Trek V: The Final Frontier, Monsters, Inc. e Osmosis Jones. E em Video games como Terminator 3: Rise of the Machines e Dead to Rights.
Steve Susskind morreu no dia 21 de janeiro de 2005, devido a um acidente de carro, aos 62 anos de idade.